# 三叶虫萤
三叶虫萤（学名：Emeia pseudosauteri）也称三叶峨眉萤，萤科峨眉萤属的模式种，布于中国四川省、湖北省及浙江省等地，模式产地为四川省峨眉山。
本种的颜色与梭德氏脈翅螢（Curtos sauteri）相似，其学名种加词意为“伪梭德氏”。又因本种的幼虫形似三叶虫，故中文取名“三叶虫萤”。
本种于2023年被收录入《有重要生态、科学、社会价值的陆生野生动物名录》。